# Don't Matter to Me
Don't Matter to Me is een nummer uit 2018 van de Canadese muzikant Drake en de Amerikaanse zanger Michael Jackson. Het is de vierde single van Drake's vijfde studioalbum Scorpion.
Het nummer bevat postuum zang van Michael Jackson. Deze zang heeft Jackson in 1980 opgenomen tijdens opnamesessie met de Canadese zanger Paul Anka, en is nooit uitgebracht. Anka staat daarom ook vermeld op de credits van het nummer. Austin Brown, een neef van Jackson, was echter niet te spreken over het nummer. Volgens Brown kocht Drake de rechten van "Don't Matter to Me" van Michael Jackson, en doet de Canadees daar nu zijn voordeel mee. “Als het nummer niet afgemaakt is, moet je het ook niet gebruiken”, aldus Brown. Toch bestormde het nummer wereldwijd de hitlijsten. Zo haalde het de 4e positie in Drake's thuisland Canada, en de 9e positie in de Amerikaanse Billboard Hot 100. In de Nederlandse Top 40 bereikte het nummer de 13e positie, en in de Vlaamse Ultratop 50 de 33e.